# FC Union Cheb
FC Union Cheb was een Tsjechische voetbalclub uit Cheb.

## Geschiedenis

### Tsjecho-Slowakije
De club werd in 1951 opgericht als de legerclub VSJ Sokolovo Cheb en onderging al enkele naamsveranderingen. In 1979 promoveerde de club onder de naam TJ Rudá hvězda Cheb (Rode Ster Cheb) naar het hoogste niveau van Tsjecho-Slowakije. Dit leverde meteen een deelname aan de Mitropacup op, waar de club op een gedeelde tweede plaats eindigde. Na een rustig eerste seizoen werd de club zesde in 1981. De volgende jaren speelde de club in de middenmoot en in 1987 werd opnieuw de zesde plaats behaald. In 1990 werd dan de naam FC Union Cheb aangenomen en opnieuw eindigde de club zesde. Het volgende seizoen in 1992 liep het helemaal mis en de club degradeerde. In de Českomoravská fotbalová liga werd de club vierde maar kon toch promoveren omdat Tsjecho-Slowakije gesplitst werd en de Slowaakse clubs uit de hoogste klasse verdwenen.

### Tsjechië
In het eerste seizoen van de Tsjechische competitie deed de club het bijzonder goed en Union eindigde op een vierde plaats. De volgende twee seizoenen liep het iets minder met een dertiende plaats. De club had echter al een tijdje te kampen met financiële problemen en ging in 1996 failliet.
In 2001 werd de opvolger FK Union Cheb 2001 opgericht dat in 2003 naar de vierde klasse promoveerde. In 2006 werd opnieuw promotie afgedwongen.

## Naamswijzigingen
- 1951 – VSJ Sokolovo Cheb (Vojenská sokolská jednota Sokolovo Cheb)
- 1952 – DSO Rudá hvězda Cheb (Dobrovolná sportovní organizace Rudá hvězda Cheb)
- 1966 – VTJ Dukla Hraničář Cheb (Vojenská tělovýchovná jednota Dukla Hraničář Cheb)
- 1972 – TJ Rudá hvězda Cheb (Tělovýchovná jednota Rudá hvězda Cheb)
- 1990 – SKP Union Cheb (Sportovní klub policie Union Cheb)
- 1994 – FC Union Cheb (Football Club Union Cheb)

## Erelijst
| Europees tot 1993                            |    |         |
| Winnaar van de Intertoto Cup – groep 9       | 1× | 1981    |
| Nationaal tot 1993                           |    |         |
| Kampioen van de Českomoravská fotbalová liga | 1× | 1978/79 |

## Europese wedstrijden
- Groep = groepsfase

| Seizoen | Competitie    | Ronde      | Land                                    | Club                    | Totaalscore | 1e W             | 2e W             | PUC |
| ------- | ------------- | ---------- | --------------------------------------- | ----------------------- | ----------- | ---------------- | ---------------- | --- |
| 1980    | Mitropacup    | Groep      | Vlag van Italië                         | Udinese Calcio          | 4-3         | 2-3 (U)          | 2-0 (T)          | –   |
|         |               | Groep      | Vlag van Joegoslavië                    | Čelik Zenica            | 3-4         | 1-3 (U)          | 2-1 (T)          | –   |
|         |               | Groep (3e) | Vlag van Hongarije                      | Debreceni VSC           | 4-3         | 2-1 (?)          | 2-2 (?)          | –   |
| 1981    | Intertoto Cup | Groep      | Vlag van België                         | Royal Antwerp           | 3-4         | 2-0 (T), 1-4 (U) | 2-0 (T), 1-4 (U) | –   |
|         |               | Groep      | Vlag van Denemarken                     | Næstved IF              | 4-3         | 1-1 (T), 3-2 (U) | 1-1 (T), 3-2 (U) | –   |
|         |               | Groep (1e) | Vlag van Zwitserland                    | FC Luzern               | 8-2         | 6-0 (T), 2-2 (U) | 6-0 (T), 2-2 (U) | –   |
| 1983    | Intertoto Cup | Groep      | Vlag van Hongarije                      | Videoton Székesfehérvár | 2-2         | 2-1 (T), 0-1 (U) | 2-1 (T), 0-1 (U) | –   |
|         |               | Groep      | Vlag van Polen                          | Cracovia                | 4-0         | 2-0 (T), 2-0 (U) | 2-0 (T), 2-0 (U) | –   |
|         |               | Groep (2e) | Vlag van Oostenrijk                     | Sturm Graz              | 6-1         | 5-0 (T), 1-1 (U) | 5-0 (T), 1-1 (U) | –   |
| 1986    | Intertoto Cup | Groep      | Vlag van Duitse Democratische Republiek | FC Carl Zeiss Jena      | 1-5         | 0-2 (T), 1-3 (U) | 0-2 (T), 1-3 (U) | –   |
|         |               | Groep      | Vlag van Zweden                         | Örgryte IS              | 1-4         | 0-3 (T), 1-1 (U) | 0-3 (T), 1-1 (U) | –   |
|         |               | Groep (3e) | Vlag van Duitsland                      | 1. FC Saarbrücken       | 9-4         | 6-2 (T), 3-2 (U) | 6-2 (T), 3-2 (U) | –   |
| 1987    | Intertoto Cup | Groep      | Vlag van Bulgarije                      | Etar Veliko Tarnovo     | 5-7         | 3-2 (T), 2-5 (U) | 3-2 (T), 2-5 (U) | –   |
|         |               | Groep      | Vlag van Zweden                         | IFK Norrköping          | 2-2         | 2-2 (T), 0-0 (U) | 2-2 (T), 0-0 (U) | –   |
|         |               | Groep (2e) | Vlag van Duitse Democratische Republiek | Rot-Weiss Erfurt        | 2-0         | 0-0 (T), 2-0 (U) | 0-0 (T), 2-0 (U) | –   |
| 1988    | Intertoto Cup | Groep      | Vlag van Oostenrijk                     | First Vienna FC         | 7-3         | 5-0 (T), 2-3 (U) | 5-0 (T), 2-3 (U) | –   |
|         |               | Groep      | Vlag van Denemarken                     | Vejle BK                | 1-1         | 1-1 (T), 0-0 (U) | 1-1 (T), 0-0 (U) | –   |
|         |               | Groep (2e) | Vlag van Hongarije                      | Banyasz Tatabánya       | 3-3         | 1-0 (T), 2-3 (U) | 1-0 (T), 2-3 (U) | –   |
| 1991    | Intertoto Cup | Groep      | Vlag van Denemarken                     | B 1903 Kopenhagen       | 0-5         | 0-2 (T), 0-3 (U) | 0-2 (T), 0-3 (U) | –   |
|         |               | Groep      | Vlag van Oostenrijk                     | Austria Wien            | 1-5         | 0-1 (T), 1-4 (U) | 0-1 (T), 1-4 (U) | –   |
|         |               | Groep (4e) | Vlag van Zweden                         | Djurgårdens IF          | 1-0         | 1-0 (T), 0-0 (U) | 1-0 (T), 0-0 (U) | –   |

Zie ook: Deelnemers UEFA-toernooien Tsjecho-Slowakije

## Bekende (oud-)spelers
- Július Bielik
- Michal Bílek
- Radek Černý
- Miroslav Kadlec
- Luděk Mikloško
- Martin Müller
- Jaroslav Šilhavý
- Lambert Šmíd
- Alexander Vencel
- Pavel Vrba